# وليام باكا
وليام باكا (بالإنجليزية: William Paca) (و. 1740 – 1799 م) هو سياسي، ومحام، وقاض من المملكة المتحدة .

## التعليم
تعلم في جامعة بنسلفانيا.